# Мизостомиды
Мизостоми́ды (лат. Myzostomida) — класс кольчатых червей (Annelida). Представления о родственных отношениях мизостомид и других беспозвоночных в последние годы претерпели значительные изменения. Класс насчитывает около 170 видов, объединяемых в 12 родов. Все представители — облигатные эктокомменсалы, экто- или эндопаразиты иглокожих. В морях России известно 6 видов, населяющих Баренцево, Карское, Берингово, Охотское и Японское моря.

## Строение
Тело мизостомид сильно уплощено и обладает овальной или круглой формой. Длина взрослых особей у разных видов варьирует от 0,5 мм до 1,3 см. В расположении внешних органов наблюдается отчётливая метамерная симметрия. От боков отходят многочисленные усики, нередко достигающие значительной длины.
На брюшной стороне расположены 5 пар подвижных выростов (параподий), несущих по одной крючкоовидной хитиновой щетинке. Традиционно параподии мизостомид считают гомологичными параподиям многощетинковых червей, хотя исследования личиночного развития мизостомид выявили принципиально иную последовательность их закладки. Также на брюшной стороне тела располагаются 4 пары латеральных органов, предположительно выполняющих функции органов чувств.
Пищеварительная система начинается с буккальной полости, за которой следует мускулистая глотка. От средней кишки отходят многочисленные выросты (дивертикулы), которые выполняют функцию распределительной системы. Заканчивается кишечник клоакой, куда открываются каналы выделительной системы, состоящей из одной или более пар метанефридиев. Неподалёку от отверстия клоаки открывается яйцевод.
Головной мозг развит слабо, глаза отсутствуют. Специализированная дыхательная и кровеносная системы отсутствуют.

## Образ жизни
Большинство видов — эктокомменсалы морских лилий. Они ведут подвижный образ жизни на поверхности тела хозяев, удерживаясь на поверхности с помощью крючковидных щетинок. Ряд представителей перешёл к паразитизму и поселяется в покровах, пищеварительном тракте, полости тела или половых железах морских лилий, морских звёзд и офиур. Паразиты покровов морских лилий вызывают характерные разрастания тканей, называемые цистами или галлами.

## Размножение и развитие
Мизостомиды — протандрические гермафродиты: у молодых особей сперва созревают мужские половые железы и лишь через некоторое время — женские. При спаривании функциональный самец внедряет в ткани функциональной самки сперматофор, после чего содержащиеся в нём сперматозоиды самостоятельно мигрируют к зрелым яйцеклеткам и сливаются с ними. Из оплодотворённого яйца выходит планктонная личинка, сходная с трохофорой полихет.

## Классификация
В составе класса выделяют следующие семейства.
- Asteriomyzostomidae Jägersten, 1940
- Asteromyzostomidae Wagin, 1954
- Eenymeenymyzostomatidae Summers & Rouse, 2015
- Endomyzostomatidae Perrier, 1897
- Mesomyzostomatidae Stummer-Traunfels, 1923
- Myzostomatidae Beard, 1884
- Protomyzostomidae Stummer-Traunfels, 1923
- Pulvinomyzostomidae Jägersten, 1940
- Stelechopodidae Graff, 1884